# De Schorpioen (stripreeks)
De Schorpioen is een Belgische stripreeks geschreven door Belgische scenarist Stephen Desberg en getekend door de Italiaanse tekenaar Enrico Marini, uitgegeven bij Dargaud. Voor het in december 2014 verschenen deel De negende familie (nr. 11) geldt dat Marini wordt opgevoerd als co-auteur van het verhaal. In 2016 werd bekend dat de serie vanwege onenigheid tussen de auteurs wordt beëindigd. Marini en Desberg konden het niet eens worden over de richting van het hoofdpersonage.
In 2019 verscheen er toch nog een twaalfde album, wat tevens het laatste album is, dat getekend wordt door Marini. Luigi Critone zal hierna de nieuwe tekenaar worden.

## Personages
De hoofdpersoon in deze reeks is de Schorpioen. Hij is een reliekenjager die over veel kennis beschikt van de vroegchristelijke en middeleeuwse literatuur. Met behulp van deze kennis schuimt hij de catacomben af naar stoffelijke resten van heiligen, die hij daarna voor veel geld verkoopt aan de rijke Romeinse burgerij. Hierbij moet hij het meer dan eens opnemen tegen de Zwitserse Garde, het leger van het Vaticaan. Bij zijn zoektochten wordt hij geholpen door de Huzaar, een kippenboer en voormalig huurling, en uiteindelijk met de Egyptische zigeunerin Mejaï. Medjai heeft een geheime opdrachtgever, kardinaal Trebaldi, Prefect van de Congregatie voor de Leerstellingen van het Geloof (de vroegere Inquisitie), de grootste tegenstander van de Schorpioen.

## Albums
| Nummer | Titel                      | Verschenen | Uitgeverij |
| ------ | -------------------------- | ---------- | ---------- |
| 1      | Het teken van de duivel    | 2000       | Dargaud    |
| 2      | Het Geheim van de Paus     | 2001       | Dargaud    |
| 3      | Het Kruis van Petrus       | 2002       | Dargaud    |
| 4      | De duivel in het Vaticaan  | 2004       | Dargaud    |
| 5      | Het Heilige Dal            | 2004       | Dargaud    |
| 6      | De Schat van de Tempel     | 2005       | Dargaud    |
| 7      | In de Naam van de Vader    | 2006       | Dargaud    |
| 8      | De Schaduw van de Engel    | 2008       | Dargaud    |
| 9      | Het Masker van de Waarheid | 2010       | Dargaud    |
| 10     | In de Naam van de Zoon     | 2012       | Dargaud    |
| 11     | De negende familie         | 2014       | Dargaud    |
| 12     | De goddeloze augur         | 2019       | Dargaud    |
| 13     | Tamose, de Egytenaar       | 2020       | Dargaud    |
| 14     | Het Godengraf              | 2022       | Dargaud    |

Buiten de reeks:
- Het Proces-Schorpioen (2007)